# John Fothergill (médecin)
Pour les articles homonymes, voir John Fothergill.
John Fothergill (né le 8 mars 1712 à Carr End dans le Yorkshire et mort le 26 décembre 1780 à Londres) est un médecin et botaniste anglais.

## Biographie

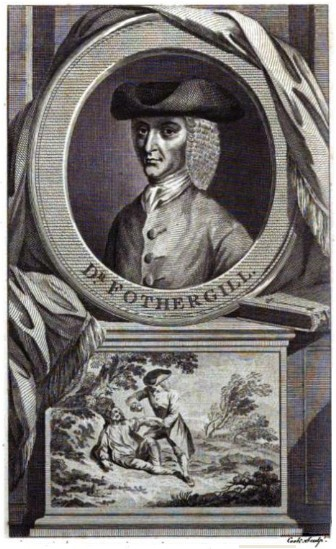
John Fothergill.

### Jeunesse
Second enfant de John Fothergill et Margaret Hough, John Fothergill naît à Carr End dans le Yorskshire en 1712. Il reçoit son éducation à Frodsham dans le Cheshire et Jedberg, avant d'être placé en 1728 auprès de Benjamin Bartlett, un apothicaire de Bradfield. A la fin de son apprentissage il se rend à Edimbourg étudier la médecine. Il assiste alors aux cours des docteurs Alston, Sinclair, Rutherford, Plummer et Monro. Ce dernier, voyant le potentiel de Fothergill, le convainc d'effectuer un doctorat et il obtient son titre de docteur en médecine à Edimbourg le 14 août 1736,.

### Carrière
Après 2 ans de pratique à l'hôpital St. Thomas de Londres et des voyages en Flandre et Hollande, il s'installe en 1740 à Londres. Il obtient sa licence du College of Physicians le 1er octobre 1744 et devient ainsi le premier diplômé en médecine de l'Université d'Edimbourg admis au College.
Il devient membre de la Royal Society le 23 juin 1763, associé de la Société Royale de Médecine de Paris en 1776 et sera un des premiers membres de l'American Philosophical Society, établie à Philadelphie.

### Botanique
Il se livre aussi avec ardeur à la botanique, et répand en Angleterre plusieurs plantes médicinales exotiques et publie un grand nombre de mémoires sur des sujets de thérapeutique et de botanique, recueillis par John Coakley Lettsome, Londres, 1783, 3 volumes in-8.
A Upton près de Stratford dans l'Essex, il achète un immense domaine comprenant un jardin de deux hectares qui deviendra connu dans toute l'Europe.
Après son décès, le Dr. William Hunter rachètera toute sa collection d'histoire naturelle.

### Fin de vie
En décembre 1780, il décède dans sa maison d'Harper-Street avant d'être enterré à Winchmore-hill.